# 台灣公民陣線
台灣公民陣線（英語：Taiwan Citizen Front）是臺灣的公民運動組織之一，公開提出14項「公民政綱」，進行社會對話，來影響臺灣各大政黨政策，以達成阻止民主傾頹的訴求，並持續推動改善台灣的各項運動。

## 歷史
2019年3月18日，台灣公民陣線舉辦成立記者會，成立的緣由是因在2018年中華民國地方公職人員選舉結束後，許多台灣各個領域的公民團體與社運人士對政治局勢感到憂心，擔心台灣的民主因保守勢力的集結反撲與中共因素的威脅，而無法存續，故共同起來成立台灣公民陣線，期望能協助台灣突破歷史困局。
2019年11月7日，台灣公民陣線舉辦「公民政綱」發表記者會，提出包含捍衛台灣主權與對中關係方面、追求民主深化與良善政府治理方面、加強社會投資與翻轉經濟結構方面，合計共14項公民政綱，呼籲各政黨回應。於記者會中也一併呼籲各政黨的不分區立委名單應以彰顯政黨的政策價值立場為選人要點，不該是派系酬庸的方式。

## 發起人名單
台灣公民陣線76位發起人名單：
| 姓名         | 成立時的單位、職務、經歷                                           |
| ------------ | ------------------------------------------------------------------ |
| Ciwang Teyra | 台大社工系助理教授                                                 |
| 王希         | 教師，公民運動組織者、公民媒體工作者                               |
| 江旻諺       | 經濟民主連合研究員                                                 |
| 吳介民       | 中研院社會所副研究員                                               |
| 吳啟禎       | 學者，經濟民主連合經濟組召集                                       |
| 吳豪人       | 輔大法律系教授                                                     |
| 吳叡人       | 中研院台史所副研究員                                               |
| 呂忠津       | 教授                                                               |
| 呂建德       | 中正大學社會福利學系教授                                           |
| 宋承恩       | 台灣制憲基金會副執行長                                             |
| 李根政       | 地球公民基金會執行長                                               |
| 李健鴻       | 文化大學勞工關係學系教授                                           |
| 李惠仁       | 導演                                                               |
| 杜文苓       | 政大公行系教授                                                     |
| 沈伯洋       | 台灣人權促進會執行委員                                             |
| 周聖心       | NGO工作者                                                          |
| 周馥儀       | 文化工作者                                                         |
| 官大偉       | 賽夏族，政治大學民族學系系主任，小米穗原住民文化基金會董事長       |
| 林秀幸       | 副教授，經民連顧問                                                 |
| 林佳和       | 政治大學法學院副教授                                               |
| 林佳範       | 台灣師大公領系副教授                                               |
| 林欣怡       | 臺灣廢除死刑推動聯盟執行長                                         |
| 林雨蒼       | 自由軟體工作者、公民記者、前民進黨祕書長室研究員                   |
| 林盈達       | 交通大學資訊工程系特聘教授                                         |
| 林倢         | 國際人權NGO工作者                                                  |
| 林淑雅       | 大學教師、NGO工作者                                                |
| 邱文聰       | 中央研究院法律學研究所副研究員                                     |
| 邱伊翎       | NGO工作者，台灣人權促進會秘書長                                    |
| 邱花妹       | 中山大學社會系助理教授                                             |
| 邱星崴       | 返鄉青年，耕山農創股份有限公司負責人                               |
| 邱毓斌       | 屏東大學社會發展學系副教授                                         |
| 施逸翔       | NGO工作者，台灣人權促進會                                          |
| 洪崇晏       | 臺灣永社副秘書長、世新大學社會發展研究所學生                       |
| 洪敬舒       | 合作經濟研究,台灣勞工陣線主任                                      |
| 孫友聯       | 台灣勞工陣線秘書長                                                 |
| 徐世榮       | 政治大學地政學系教授兼第三部門研究中心主任                         |
| 徐偉         | 中原大學財經法律學系副教授                                         |
| 祝平次       | 清華大學中文系教師                                                 |
| 高仁山       | 台灣教授協會社會經濟組召集人                                       |
| 張信堂       | 前台灣教授協會會長                                                 |
| 張娟芬       | 臺灣廢除死刑推動聯盟理事                                           |
| 張淑惠       | 台灣親子共學教育促進會常務理事                                     |
| 張烽益       | 台灣勞動與社會政策研究協會執行長                                   |
| 莊程洋       | 組織工作者，台灣教授協會專員                                       |
| 許韋婷       | T-WHY台灣打工度假青年協會理事長                                    |
| 許博任       | 經濟民主連合研究員                                                 |
| 郭駿武       | 台灣親子共學教育促進會秘書長                                       |
| 陳方隅       | 菜市場政治學共同編輯                                               |
| 陳正芬       | 社會福利背景的學者                                                 |
| 陳秉亨       | 台灣媽祖魚保育聯盟理事長                                           |
| 陳翠蓮       | 台灣大學歷史學系教授                                               |
| 曾昭媛       | 婦女新知基金會資深研究員                                           |
| 閔柏陵       | 親子共學團領隊，台灣親子共學教育促進會理事長                       |
| 黃文雄       | 人權工作者                                                         |
| 黃怡碧       | 人權工作者，人權公約施行監督聯盟執行長                             |
| 黃翊庭       | 青年，獨青一番隊總召                                               |
| 黃嵩立       | 人權公約施行監督聯盟召集人                                         |
| 楊剛         | 海外留學生，拿山瑪谷東京讀書會總召                                 |
| 楊志彬       | 社區大學全國促進會秘書長                                           |
| 楊宗澧       | 好民文化行動協會理事長                                             |
| 葉浩         | 政治大學政治學系副教授                                             |
| 劉維人       | 自由譯者                                                           |
| 劉靜怡       | 台大國家發展研究所教授                                             |
| 劉璐娜       | NGO工作者                                                          |
| 歐蜜偉浪     | 牧師，基督教長老教會原住民宣教委員會                               |
| 蔡喻安       | NGO工作者，台灣民間真相與和解促進會秘書、共生青年協會理事          |
| 賴中強       | 律師，經濟民主連合召集人                                           |
| 賴振昌       | 台灣教授協會會長                                                   |
| 閻鴻亞       | 詩人、導演、策展人                                                 |
| 戴興盛       | 東華大學環境學院自然資源與環境學系教授                             |
| 謝昇佑       | 好食機農食整合有限公司創辦人                                       |
| 謝國清       | 社區大學全國促進會理事長，台灣家長教育聯盟理事長，北投社區大學校長 |
| 藍美雅       | 大學教師、社區工作夥伴，英語導遊、NGO參與者                        |
| 顏厥安       | 台大法學院教授，台大特聘教授                                       |
| 魏揚         | 牛津大學社會學研究所碩士                                           |
| 嚴婉玲       | 自由工作者，台南新芽協會理事長                                     |

## 外部連結
- 官方网站
- 台灣公民陣線的Facebook專頁
- YouTube上的台灣公民陣線頻道